# Tiburcio Carías Andino
Tiburcio Carías Andino (15. března 1876 Tegucigalpa – 23. prosince 1969 Tegucigalpa) byl prezident Hondurasu v letech 1932 až 1949, což byl nejdelší nepřetržitý mandát v dějinách této země.

## Vláda
Nastoupil do úřadu jako zvolený prezident. Brzy potlačil v zárodku vojenský puč organizovaný liberály, kteří se nedovedli smířit s porážkou svého kandidáta ve volbách. Od té doby se jeho vláda vyznačovala posilováním armády. Je považován za zakladatele honduraského vojenského letectva.
Značné úsilí věnoval také výstavbě cest. Získal si důvěru podnikatelů. Za jeho vlády byl naproti počáteční špatné hospodářské situaci splacen státní dluh, který vznikl už za jeho předchůdců. Byl odpůrcem stávek a zakázal místní komunistickou stranu. Nikdy však nezakázal Liberální stranu, která usilovala o jeho svržení také v roce 1935. Reakcí na tento pokus bylo nastolení cenzury v tisku.
Všechna tato opatření způsobovala postupný růst vlivu jeho Národní strany, která měla většinu poslaneckých křesel a stala se nejlépe organizovanou politickou silou v zemi. U moci se udržel také prosazením změny ústavy, která do té doby zakazovala opětovné zvolení prezidenta. Režim postupně získal ráz diktatury.
Úzce spolupracoval s generálem Jorgem Ubicem, který vládl v Guatemale. Vztahy s Anastasiem Somozou v Nikaragui byly horší kvůli pohraničním sporům, ale během 30. a 40. let 20. století nepřerostly ani jednou do otevřeného konfliktu.
V roce 1949 pod tlakem domácí a opozice a zahraničního tlaku vypsal nové prezidentské volby, kterých se nezúčastnil.